# Gerry Bruno
Gerry Bruno, pseudonimo di Ettore Bruno (Torino, 22 aprile 1940), è un attore, cantante, conduttore televisivo e radiofonico italiano.

## Biografia

### Gli inizi con i Brutos

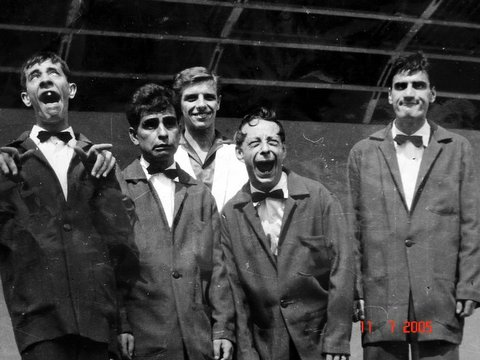
I Brutos, Gerry Bruno è il primo da sinistra

La carriera di Ettore Bruno (soprannominato "Gerry" per la rassomiglianza con l'attore americano Jerry Lewis) è strettamente legata, per quel che riguarda gli inizi, al gruppo de I Brutos, di cui è stato uno dei fondatori e con cui ha raggiunto la notorietà mondiale. Nel 1954, dopo aver conseguito la licenza media, inizia a lavorare come linotipista-compositore alla Tipografia Sociale Torinese: in questo periodo inizia ad appassionarsi al rock and roll, in particolare a nomi come Bill Haley, al cinema (ovviamente a Jerry Lewis) e al baseball (è un fan di Joe Di Maggio). Nel 1958 lascia il lavoro per dedicarsi all'attività di fantasista nel mondo dello spettacolo: con l'amico Jack Guerrini, con cui si conosce perché sono vicini di casa, forma una coppia sullo stile di quella formata oltre oceano da Jerry Lewis e Dean Martin.
Vengono notati dall'impresario Aldo Zanfrognini che, ricercando nuovi talenti, ha l'idea di unire i due ad altri tre comici che già lavorano in Torino, e di scritturare i cinque per la rivista Il teatro dei pazzi, che va in scena al teatro Alcione di corso Regina Margherita nel 1958: le prime sere gli artisti, ancora senza nome, vestiti con enormi pigiama a strisce bianconere, dicono poche battute, ma un giorno (su sollecitazione del loro impresario) hanno l'idea di far cantare una canzone romantica a Jack Guerrini, il bello della compagnia, mentre gli altri quattro, i brutti, fanno smorfie orribili e cori, Ettore Bruno poi si imbruttisce annerendosi i denti frontali tranne uno dando così l'impressione di averli persi, storpiando poi il testo originale delle canzoni: nascono così i Brutos.
Il nome del gruppo si deve a una lavorante dell'Alcione che una mattina li incrociò mentre essi entravano stazzonati dall'aver passato in bianco la notte precedente e in piemontese disse loro: «Ai sève tant simpatic ma ai sève anca tant brut» (siete molto simpatici ma siete anche tanto brutti!): ed è così che quella stessa sera, sempre al teatro Alcione di Torino, nascono i Brutos. Gerry Bruno è quello che si occupa di preparare gli arrangiamenti vocali: tra le canzoni riproposte dal gruppo ricordiamo Little Darling, Blue Moon, Summertime e molte altre, non tutte pubblicate su disco. In questo periodo, inoltre, Gerry apre a Torino alcuni locali (come La Barcaccia), gestiti però dai fratelli a causa dei suoi impegni, dove hanno modo di farsi le ossa con i loro gruppi beat alcuni musicisti torinesi che in seguito diventeranno molto noti, come Furio Chirico e Pino Sinnone.

### Da solista: attore

Gerry Bruno in Alleluja Brava Gente, con Renato Rascel

Dopo più di dieci anni di carriera insieme, Gerry abbandona i Brutos, poiché gli capita un'occasione professionale molto importante: viene infatti chiamato da Garinei e Giovannini per recitare la parte de "lo medicino Simone" in Alleluja brava gente, commedia musicale con musiche di Domenico Modugno e Renato Rascel, e da lì parte la sua carriera come solista, in cui privilegerà decisamente l'aspetto della recitazione rispetto al canto. Alleluja brava gente è un enorme successo di pubblico: rappresentata in tutti i maggiori teatri italiani (dal Sistina di Roma al Lirico di Milano) rimane in cartellone per due intere stagioni, 1970-1971 e 1971-1972.
Nello stesso periodo partecipa allo spettacolo di Mario Castellacci e Pier Francesco Pingitore Women's power, presentato poco prima di Alleluja brava gente, nell'ottobre 1970, al Bagaglino di Roma, con Pippo Franco, Francesco Mulè e Gino Pagnani (le musiche sono curate da Dimitri Gribanovski). Il successo ottenuto da entrambi gli spettacoli spinge Gerry verso la carriera di attore: girerà molte pellicole, a partire dallo stesso 1971, anno in cui recita in Quando gli uomini armarono la clava e... con le donne fecero din don di Bruno Corbucci, con Aldo Giuffré; gira poi due film in cui recita insieme a Giancarlo Giannini, Ettore lo fusto (di Enzo G. Castellari) e Sono stato io! (di Alberto Lattuada). Ha lavorato spesso con Adriano Celentano in pellicole come Innamorato pazzo, Asso e Grand Hotel Excelsior. In seguito, nel 1999, parteciperà anche a Svitati (regia di Ezio Greggio), avendo l'occasione di recitare insieme a Mel Brooks.

Gerry Bruno nel film Asso, con Adriano Celentano

Si esibisce anche come cabarettista per alcune stagioni al Derby Club di Milano, uno dei templi del cabaret italiano; in coppia con Teo Teocoli si esibisce al El Maroco e al Burlesque il noto locale di Beppe Cardile, sempre di Milano.

L'ingresso del teatro Olympia di Parigi, durante il Sacha Show di Sacha Distel, con Gerry Bruno

Numerose sono anche le partecipazioni televisive, in molti programmi Rai, tra i quali sono da ricordare nel 1972 Permette questo ballo, spettacolo condotto da Milva con la regia di Maurizio Corgnati (allora suo marito) e nel 1979 Saltimbanchi si muore, ideato da Enzo Jannacci (il titolo deriva dal ritornello della celebre canzone del cantautore milanese Saltimbanchi, contenuta in Foto ricordo), dove ha modo di lavorare insieme a molti giovani cabarettisti e comici che in seguito diventeranno molto noti, come Massimo Boldi, Giorgio Porcaro, Diego Abatantuono e Giorgio Faletti.

### IlSacha Show
Nel 1974 Gerry Bruno viene contattato per partecipare ad uno spettacolo di livello internazionale: infatti il cantante e attore francese Sacha Distel (conosciuto da Gerry già ai tempi dei Brutos) gli propone di entrare a far parte del suo Sacha Show: Bruno accetta, continuando quindi ad affinare le sue capacità comiche a livello internazionale, esibendosi in tutto il mondo, dall'Olympia di Parigi al Talk of the town di Londra, dal Teatro dell'Opera di Manaus allo Sporting Club di Montecarlo) e ottenendo anche il suo nome in evidenza in cartellone. La collaborazione con Distel continuerà (seppur inframezzata da altre attività) fino alla morte dell'artista francese, nel 2004.

Gerry Bruno con Sacha Distel

### Musica, radio, pubblicità, televisione
Tra le varie attività artistiche portate avanti da Gerry Bruno, è da citare il ritorno alla musica, che avviene a più di dieci anni dalla fine della sua esperienza con i Brutos: ad ottobre del 1981 infatti pubblica per la G & G Records (etichetta discografica del gruppo Dischi Ricordi) un 45 giri contenente la versione italiana di un successo europeo, Dance little bird, che in italiano diventa Il ballo del qua qua (il testo è scritto da Lorenzo Raggi, traduttore di molte canzoni di Charles Aznavour) e che viene pubblicata quasi un anno prima rispetto a Romina Power; sul lato B è incisa la stessa canzone, ma cantata con una voce alla Barry White con l'aggiunta di alcuni versi e vocalizzi. Sempre per la stessa etichetta inciderà un secondo 45 giri l'anno successivo.
Molto numerose anche le sue esperienze radiofoniche: è da ricordare nel 1976 I pipistrelli della notte, programma di Radio Stramilano (FM 102), una delle prime trasmissioni notturne realizzate da una radio privata, e la sua collaborazione dal 1977 al 1981 con Radio Milano International (FM 101) e, negli anni successivi, con Top Italia Radio e RTL102.5, in un programma condotto a rotazione da molti noti DJ come Gianni Riso, Massimo Oldani e Guido Monti.

Gerry Bruno con Tata Giacobetti e Virgilio Savona nella parodia Una spia chiamata Cicero, dal programma Il Bingoo, in onda su Antennatre nel 1982

Un altro dei suoi campi lavorativi, in continuità con i Caroselli dei Brutos, è la pubblicità: è infatti testimonial di moltissimi prodotti (da Glicemille nel 1971 alla China Martini nel 1980, da Zoppas nel 1972 a Scottex nel 1978), realizzando moltissimi spot fino a tutti gli anni Novanta.
Infine sono da ricordare le sue partecipazioni negli anni Ottanta a programmi nelle televisioni private, in particolare ad Antennatre (viene chiamato dal fondatore Renzo Villa), dove nel 1981 è il protagonista di Lo squizzofrenico, 14 puntate scritte da Gino e Michele, per la regia di Beppe Recchia; con lo stesso gruppo di lavoro realizzerà, negli anni seguenti, Buonasera con (realizzato nel 1988, in collaborazione con Renzo Villa, condotto tre giorni da Gerry Bruno e tre giorni da Villa), Il telegramma, Non lo sapessi ma lo so (con Massimo Boldi), Il guazzabuglio, Incrocia la fortuna, Fermata a richiesta, La pulce nell'orecchio.
Un altro lavoro di quel periodo è Il Bingoo, trasmissione di Antennatre in cui, nella stagione 1982-1983 partecipa alle parodie del Quartetto Cetra (La storia secondo i Cetra): tra le altre, in Una spia chiamata Cicero recita la parte di un agente segreto inglese, mentre in Gli ultimi giorni di Hitler quella di un soldato.
È inoltre guest star in due fiction, I cinque del quinto piano (con Gian) e Finalmente soli (con Gerry Scotti).
Nel 2007 è ospite d'onore del programma Soirée - L'altra faccia di Matinée di Marco Giusti, con Nicola Savino, in onda su Raidue, cantando una canzone; il 20 maggio 2016 Gerry Bruno è ospite del programma I migliori anni in cui, intervistato da Carlo Conti, racconta le vicende legate ai Brutos e alla storia del gruppo. Il 3 febbraio 2017 è ospite del programma televisivo in onda su Rai 2 in seconda serata Stracult, sempre di Marco Giusti..

## Filmografia

### Con i Brutos

#### Cinema
- Urlatori alla sbarra, regia di Lucio Fulci (1960)
- Vacanze alla baia d'argento,  regia di Filippo Walter Ratti (1961)
- L'amore senza ma..., (titolo originale: L'amour avec des si...) regia di Claude Lelouch (1962)
- I magnifici Brutos del West, regia di Marino Girolami (1964)
- Carosello di notte, regia di Elio Belletti (1964)

#### Televisione
- Toast of the Town, regia di John Moffitt e Robert Bleyer, (1962) - serie The Ed Sullivan Show per la televisione degli Stati Uniti CBS
- Toast of the Town, regia di John Moffitt e Robert Bleyer, (1963) - serie The Ed Sullivan Show per la televisione degli Stati Uniti CBS
- Paris ist eine Reise wert, regia di Paul Martin, (1966) - realizzato per la televisione della Germania Ovest

### Da solo

#### Cinema
- Quando gli uomini armarono la clava e... con le donne fecero din don, (regia di Bruno Corbucci) (1971)
- Ettore lo fusto, regia di Enzo G. Castellari (1972)
- Sono stato io!, regia di Alberto Lattuada (1973)
- Asso, regia di Castellano e Pipolo (1981)
- Innamorato pazzo, regia di Castellano e Pipolo (1981)
- Grand Hotel Excelsior, regia di Castellano e Pipolo (1982)
- Svitati, regia di Ezio Greggio (1999)

#### Programmi televisivi

##### RAI
- 1971 - Vernice fresca
- 1972 - Permette questo ballo
- 1974 - Foto di gruppo
- 1976 - Ma che, scherziamo?
- 1978 - Domenica in
- 1979 - Saltimbanchi si muore (con Enzo Jannacci)
- 1981 - Domenica in
- 1983 - Blitz
- 1983 - Tango 2
- 1993 - Conflitto d'interessi, regia di Piernico Solinas
- 1995 - Banda dello Zecchino d'oro (con Topo Gigio)
- 1996 - Quelli che il calcio... (inviato)
- 1996 - Occhio di falco, regia di Vittorio De Sisti

##### TV private
- 1981 - Lo squizzofrenico (Antennatre)
- 1981 - Il Telegramma (Antennatre)
- 1982 - Non lo sapessi ma lo so (Antennatre)
- 1982 - Il Bingoo (Antennatre)
- 1983 - Buccia di Banana (Antennatre)
- 1986 - Incrocia la fortuna (Antennatre)
- 1988 - I cinque del quinto piano - sitcom, ruolo: il massaggiatore (episodio 22) (Canale 5)
- 1999 - Finalmente soli - sitcom, (Canale 5)

## Discografia

### Discografia con I Brutos

#### EP

- 1960 - Destinazione Luna/Zappa John/Desiderio di un giorno/Voglio spegnere il sole (Emanuela Records, EM ep 1001)
- 1961 - Les Brutos à l'Olympia (Barclay, BLY 70407; pubblicato solo in Francia) con Jacques Loussier et son orchestre

#### Singoli
- 1961 - Destinazione Luna/Zappa John (Emanuela Records, EM np 1008)
- 1961 - I gangsters della quinta strada/Destinazione Luna (Emanuela Records, EM np 1030)

- 1968 - Vengo anch'io. No, tu no/Con due occhi così (CAR Juke Box,  CRJ NP 1035)

- 1970 - Gina, amore mio/Una bionda un po' scema per 4 scemi che vanno a remi (Columbia, 3C 006-17372)
- 1971 - Uffà, nun me scuccià/Le mele (Zeus, BC 4003)
- 1972 - Beaux comme nous (C'est cassé la machine)/Am stram gram (Saah saah kumba kumba) (Decca Records, 84 097 J)
- 1972 - Lo schiaffo/Tocca a me (Gulp!, SIK 9054)
- 1977 - Il doposcuola/Il peluche (RCA Italiana, PB 6115)

#### Partecipazioni
- 1966 - Sacha Show a l'Olympia, Sacha Distel avec la partecipation de Danielle Licari, Les Brutos et Dionne Warwick (La voix de son maitre/Les I.M.E. Pathé Marconi, FELP 306 S)

### Discografia solista

#### Singoli
- 1981 - Il ballo del qua qua (Dance little bird)/Il ballo del qua qua (Quarry Gerry quak version) (G & G Records – GG 0022)
- 1982 - Senza Salomè/Quarry Gerri quak version (G & G Records - GG 0025)

#### Partecipazioni
- 2018 - Powerillusi & Friends : Ma io ti amavo - (Block Nota – BN 2CD 465)
- 2022 - La Nuova Pippolese: Gerry dei Brutos presenta la Gigia nel CD Canzoni per grilli e rificolone  (La Scena Muta / Materiali Sonori)